# 이유리 (배우)
이유리(李幼梨, 1980년 1월 28일 ~ )는 대한민국의 배우이다.

## 학력
- 계원예술대학교 매체예술과 (전문학사)

## 경력
이유리는 2001년 청소년 드라마 《학교 4》에서 반항적인 기질이 충만한 미술 전공 예고생 박서원 역으로 데뷔했다. 2002년 《러빙유》에서 극중 진다래 역(유진 분)을 괴롭히는 악녀 조수경 역으로 열연해 주목받기 시작했다.
《사랑은 이런거야》, 《노란 손수건》 등에서 통통 튀는 배역을 맡아온 이유리는 《부모님전상서》에서 대가족의 막내딸 안성미 역을 맡게 되면서 김수현 작가와의 인연을 맺는다. 이후 소위 '김수현 사단'으로 불리며 《사랑과 야망》, 《엄마가 뿔났다》까지 세 작품을 함께 하게 된다. 《사랑과 야망》에서 소아마비를 앓고 있는 선희 역을 맡았고, 《엄마가 뿔났다》에서는 착하지만 할 말은 하는 며느리 나영미 역을 훌륭하게 소화하였다. 트렌디함과는 거리가 먼 김수현 작가와의 작업 때문에 이미지가 고착화되지 않았냐는 평도 있었지만 이유리는 이를 통해 이전과는 다른 연기의 깊이를 배웠다고 말했다.
이후 《사랑해, 울지마》, 《당돌한 여자》에서 연달아 착한 배역을 맡다가, 《러빙유》 이후 9년 만에 2011년 《반짝반짝 빛나는》에서 어린 시절 바뀐 운명으로 인해 고통받고 절망하는 악녀 황금란 역으로 다시 악역에 도전하였고 강렬한 연기를 펼쳤다. 다음 해에는 《노란 복수초》에서 모든 것을 잃고 복수를 다짐하는 주인공 설연화 역으로 출연하여 반전 연기를 보여주었다.
2014년 《왔다! 장보리》에서 자신의 배우 인생에서 빼놓을 수 없는, 패륜을 일삼는 희대의 악녀 연민정 역할로 분해 '국민 악녀'라는 애칭을 얻었다. 단조로울 수 있는 악녀 역을 자신만의 독한 눈빛과 대사로 입체적으로 표현하며 시청률을 견인하는 역할을 톡톡히 해냈고, 데뷔 14년 만에 스타덤에 오르며 MBC 연기대상을 수상하는 쾌거를 이뤘다.
2016년 《천상의 약속》에서 재벌가에 복수하는 주인공 이나연 역을 맡았다. 2017년 가족 드라마 《아버지가 이상해》에서는 로펌 변호사인 변혜영 역을 맡았다. 집안의 둘째로 결정적인 순간에 나서서 문제를 해결하는 당차고 자기주장 강한 신세대 여성을 잘 연기하여, 전보다 더 깊어진 연기로 호평을 받았다. 2017년 10월에는 김순옥 작가와의 인연으로 《언니는 살아있다》에 지난 2014년 《왔다! 장보리》의 연민정 역으로 특별 출연하여 강렬한 존재감을 보여주었다.

## 연기 활동

### 드라마
- 1999년  MBC 단막극  《MBC 베스트극장》
- 1999년  MBC 창사38주년 특별기획드라마 《허준》
- 2001년  KBS2 일요 드라마  《학교 4》 ... 박서원 역
- 2001년  KBS2 특별기획드라마   《명성황후》 ... 순명효황후 민씨 역
- 2001년  KBS1 일일연속극  《사랑은 이런거야》 ... 오윤아 역
- 2002년  KBS2 미니시리즈  《러빙유》 ... 조수경 역
- 2002년  MBC 단막극  《MBC 베스트극장 - 엄마는 괴로워》 ... 수진 역
- 2003년  KBS2 월화드라마  《아내》 ... 김윤주 역
- 2003년  SBS 청춘드라마  《스무살》 ... 채리 역
- 2003년  KBS1 일일연속극  《노란 손수건》 ... 나미령 역
- 2003년  MBC 2부작 수목미니시리즈  《아르곤》 ... 강강희 역
- 2004년  KBS2 주말연속극  《부모님전상서》 ... 안성미 역
- 2005년  MBC 수목미니시리즈  《영재의 전성시대》 ... 주은채 역
- 2006년  SBS 특별기획  《사랑과 야망》 ... 박선희 역
- 2008년  KBS2 주말연속극 《엄마가 뿔났다》 ... 나영미 역
- 2008년  MBC 일일연속극  《사랑해, 울지마》 ... 조미수 역
- 2010년  SBS 아침연속극  《당돌한 여자》 ... 지순영 역
- 2011년  MBC 주말드라마 《반짝반짝 빛나는》 ... 황금란 역
- 2011년 ~ 2012년  SBS 일일드라마 《내 딸 꽃님이》 ... 카페 주인 역 (특별출연)
- 2012년  tvN 아침드라마  《노란 복수초》 ... 설연화 역
- 2013년  SBS 아침연속극  《당신의 여자》 ... 오유정 역
- 2013년  tvN 수요 군디컬드라마  《푸른거탑 시즌2》 ... 김유리 역
- 2014년  MBC 주말드라마  《왔다! 장보리》 ... 연민정 역
- 2014년  MBC 단막극  《MBC 드라마 페스티벌 2014 - 기타와 핫팬츠》 ... 라디오 DJ 역
- 2015년  tvN 금토드라마  《슈퍼대디 열》 ... 차미래 역
- 2016년  KBS2 저녁 일일드라마  《천상의 약속》 ... 이나연[장나연] / 백도희[장도연] (1인 2역) 역
- 2016년  tvN 월화 미니시리즈  《또! 오해영》 ... 젊은 시절의 허지야 역
- 2016년  KBS2 단막극  《KBS 드라마스페셜 - 피노키오의 코》 ... 윤다정 역
- 2017년  KBS2 월화드라마  《완벽한 아내》 ... 이정순 / 이은경 / 이유리 역
- 2017년  KBS2 주말연속극  《아버지가 이상해》 ... 변혜영 / 이혜영 역
- 2017년  KBS2 금토드라마  《최강 배달꾼》 ... 윤화영 역
- 2017년  SBS 특별기획  《언니는 살아있다》 ... 연민정 역 (특별출연)
- 2018년  MBC 특별기획 주말드라마  《숨바꼭질》 ... 민채린 / 김채린 역
- 2019년  MBC 수목 미니시리즈  《봄이 오나 봄》 ... 김보미 역
- 2020년  채널 A 금토드라마   《거짓말의 거짓말》 ... 지은수 역
- 2022년  TV조선 토요드라마   《마녀는 살아있다》 ... 공마리 역

### 영화
| 연도 | 제목     | 역할   | 비고 |
| ---- | -------- | ------ | ---- |
|      | FAST     |        |      |
| 2004 | 분신사바 | 김인숙 |      |
| 2005 | 괴담     |        |      |
| 2007 | 애가     | 유리   |      |
| 2020 | 소리꾼   | 간난   |      |

### 공연
| 기간                               | 제목                   | 배역   | 비고 |
| ---------------------------------- | ---------------------- | ------ | ---- |
| 2010년 11월 18일 ~ 2011년 1월 2일  | 뮤지컬 친정엄마        | 딸     |      |
| 2011년 2월 5일, 2월 6일            | 뮤지컬 친정엄마 - 부산 | 딸     |      |
| 2011년 2월 12일, 2월 13일          | 뮤지컬 친정엄마 - 여수 | 딸     |      |
| 2011년 2월 19일, 2월 20일          | 뮤지컬 친정엄마 - 포항 | 딸     |      |
| 2011년 2월 26일, 2월 27일          | 뮤지컬 친정엄마 - 군산 | 딸     |      |
| 2011년 4월 2일, 4월 3일            | 뮤지컬 친정엄마 - 수원 | 딸     |      |
| 2011년 4월 30일, 5월 1일           | 뮤지컬 친정엄마 - 원주 | 딸     |      |
| 2011년 5월 7일, 5월 8일            | 뮤지컬 친정엄마 - 안양 | 딸     |      |
| 2011년 5월 14일, 5월 15일          | 뮤지컬 친정엄마 - 제주 | 딸     |      |
| 2011년 5월 28일, 5월 29일          | 뮤지컬 친정엄마 - 일산 | 딸     |      |
| 2011년 9월 6일 ~ 2011년 10월 3일   | 뮤지컬 친정엄마        | 딸     |      |
| 2011년 10월 8일, 10월 9일          | 뮤지컬 친정엄마 - 포항 | 딸     |      |
| 2011년 10월 29일, 10월 30일        | 뮤지컬 친정엄마 - 안동 | 딸     |      |
| 2011년 11월 5일, 11월 6일          | 뮤지컬 친정엄마 - 창원 | 딸     |      |
| 2012년 2월 4일, 2월 5일            | 뮤지컬 친정엄마 - 청주 | 딸     |      |
| 2016년 9월 10일 ~ 2016년 10월 30일 | 불효자는 웁니다        | 장옥자 |      |
| 2016년 11월 12일, 11월 13일        | 불효자는 웁니다 - 광주 | 장옥자 |      |
| 2016년 11월 19일, 11월 20일        | 불효자는 웁니다 - 부산 | 장옥자 |      |
| 2016년 11월 19일 ~ 2017년 2월 5일  | 오! 캐롤               | 로이스 |      |
| 2016년 12월 10일, 12월 11일        | 불효자는 웁니다 - 청주 | 장옥자 |      |
| 2017년 1월 7일, 1월 8일            | 불효자는 웁니다 - 대전 | 장옥자 |      |
| 2017년 1월 14일, 1월 15일          | 불효자는 웁니다 - 울산 | 장옥자 |      |
| 2017년 4월 22일, 4월 23일          | 불효자는 웁니다 - 대구 | 장옥자 |      |
| 2017년 5월 20일, 5월 21일          | 불효자는 웁니다 - 고양 | 장옥자 |      |

### 텔레비전 프로그램
| 연도      | 방송사     | 제목                            | 역할     | 방송 기간            | 비고                               |
| --------- | ---------- | ------------------------------- | -------- | -------------------- | ---------------------------------- |
| 1995      | KBS 2TV    | 생방송 게임천국                 | 게스트   |                      |                                    |
| 2004      | MBC        | 행복주식회사 - 만원의 행복      | 게스트   | 7월 31일             |                                    |
| 2004      | KBS 2TV    | 해피투게더 1 144회              | 게스트   | 8월 12일             | 코너 학교 가는 길, 코너 쟁반노래방 |
| 2004      | SBS        | 실제상황 토요일 - X맨을 찾아라  | 게스트   | 8월 21일             |                                    |
| 2010      | SBS        | 강심장                          | 게스트   | 11월 9일             |                                    |
| 2010      | KBS 2TV    | 김승우의 승승장구               | 게스트   | 12월 7일             |                                    |
| 2011      | QTV        | 수미옥                          | 게스트   | 4월 23일             |                                    |
| 2012      | 올리브 TV  | 푸드에세이(이유리의 새댁상차림) | 진행     |                      |                                    |
| 2012      | Mnet       | 윤도현의 MUST                   | 게스트   | 2월 25일             |                                    |
| 2013      | 채널A      | 명랑해결단                      | 진행     |                      |                                    |
| 2014      | SBS funE   | 서인영의 스타뷰티쇼             | 게스트   | 6월 3일              |                                    |
| 2014      | KBS 2TV    | 해피투게더 3 358회              | 게스트   | 8월 7일              | 살림의 여왕                        |
| 2014      | SBS        | 일요일이 좋다 - 런닝맨 213회    | 게스트   | 9월 21일             |                                    |
| 2014      | TvN        | SNL 코리아 98회                 | 게스트   | 10월 4일             | 자수구찌쇼                         |
| 2014      | SBS        | 힐링캠프, 기쁘지 아니한가 155회 | 게스트   | 10월 20일            |                                    |
| 2014      | MBC        | MBC 가요대제전                  | 진행자   | 12월 31일            |                                    |
| 2014~2015 | MBC        | 세상을 바꾸는 퀴즈              | 진행     |                      |                                    |
| 2015      | KBS 2TV    | 투명인간 2회                    | 게스트   | 1월 14일             |                                    |
| 2016      | SBS        | 셀프디스 코믹클럽 DISCO         | 패널     | 7월 25일             | 파일럿                             |
| 2016      | SBS Plus   | 손맛토크쇼 베테랑               | 게스트   | 9월 12일             |                                    |
| 2016      | MBC every1 | 비디오스타 12회                 | 게스트   | 9월 27일             |                                    |
| 2016      | KBS 1TV    | 콘서트 7080                     | 게스트   | 10월 22일            |                                    |
| 2016      | TV조선     | 인생다큐 마이웨이               | 게스트   | 11월 24일            |                                    |
| 2017      | KBS 2TV    | 해피투게더 3 494회              | 게스트   | 4월 13일             | '시청률의 제왕' 특집               |
| 2017      | KBS 2TV    | KBS 연기대상                    | 진행자   | 12월 31일            |                                    |
| 2017~2018 | SBS        | 싱글와이프                      | 진행     |                      |                                    |
| 2018      | SBS        | SBS 스페셜 501회 : 며느라기     | 내레이션 | 3월 4일              |                                    |
| 2018      | 네이버 TV  | 뷰티뱅뱅                        | 진행     |                      |                                    |
| 2018      | MBC        | 라디오 스타                     | 게스트   | 8월 8일              |                                    |
| 2018      | MBC        | 생방송 행복드림 로또 6/45 836회 | 게스트   | 12월 8일             |                                    |
| 2019      | JTBC       | 아는 형님                       | 게스트   | 1월 18일             |                                    |
| 2019      | SBS        | 런닝맨                          | 게스트   | 1월 27일             |                                    |
| 2019      | JTBC       | 한끼줍쇼 114회                  | 게스트   | 1월 30일             |                                    |
| 2020      | KBS 2TV    | 신상출시 편스토랑 14~27회       | 게스트   | 1월 31일 ~ 5월 1일   |                                    |
| 2020      | 채널A      | 나만 믿고 따라와, 도시어부      | 게스트   |                      |                                    |
| 2020      | EBS 1TV    | 자이언트 펭TV                   | 게스트   | 6월 8일              |                                    |
| 2020      | JTBC       | 아는 형님                       | 게스트   |                      |                                    |
| 2020      | KBS 2TV    | 옥탑방의 문제아들               | 게스트   | 6월 30일             |                                    |
| 2020      | MBC        | 돈벌래                          | 진행     | 9월 11일 ~ 9월 18일  |                                    |
| 2020      | KBS 2TV    | 신상출시 편스토랑 53~54회       | 게스트   | 10월 30일 ~ 11월 6일 |                                    |
| 2021      | KBS 2TV    | 수미산장                        | 게스트   | 3월 25일             |                                    |
| 2023      | KBS 2TV    | 걸어서 환장속으로               | 진행     | 1월 22일 ~ 4월 9일   |                                    |
| 2023      | KBS 2TV    | 과학수사대 스모킹 건            | 진행     | 6월 7일 ~ 11월 9일   |                                    |
| 2023      | KBS 2TV    | 사장님귀는 당나귀 귀            | 게스트   | 12월 24일            | 이연복편 영상출연                  |
| 2024      | 롯데홈쇼핑 | 요즘쇼핑 유리네                 | 진행     | 9월 6일              |                                    |

### 뮤직비디오
| 연도 | 가수   | 노래           | 비고 |
| ---- | ------ | -------------- | ---- |
| 2001 | 스텝   | I'm Your Man   |      |
| 2002 | 성시경 | 넌 감동이었어  |      |
| 2004 | 홍경민 | Tonight        |      |
| 2007 | 백지영 | 사랑 하나면 돼 |      |
| 2007 | 포지션 | 하루           |      |

### 광고
| 연도      | 광고명 |
| --------- | --- |
|           | - 피엔지 프링글스 - 잉스화장품 - 우유공익광고                                                              |
| 1998      | - 네슬레 테이스터스초이스 - 페러글라이딩 편                                                                |
| 2002      | - 농심 신라면 큰사발 (with 장태성)                                                                         |
| 2003      | - 오리온 오징어땅콩 (with 김흥수) - HK이노엔 컨디션 (with 윤다훈) - LG생활건강 더블리치 트리트먼트         |
| 2004      | - 남양유업 우유속 진짜 바나나과즙 듬뿍 (with 천정명)                                                       |
| 2011      | - 동원F&B 동원 델큐브참치                                                                                  |
| 2011~2013 | - 농심 안성탕면 (with 강부자, 이상윤)                                                                      |
| 2013      | - 바노바기 성형외과                                                                                        |
| 2014      | - 네이버 라인×디즈니 썸썸                                                                                  |
| 2014~2015 | - KT 알뜰폰 M모바일 (with 성혁, 김지영)                                                                    |
| 2015~2016 | - 유니베라 알로엑스골드 맥스피                                                                             |
| 2017      | - 카카오 카카오페이 - KB국민카드 이지홈카드 - 롯데하이마트 프리미엄 키친대전 - 엠에스코 DPC 핑크아우라쿠션 |
| 2017~2019 | - 대원제약 콜대원 감기약                                                                                   |
| 2020      | - 고용노동부 직장 내 괴롭힘 금지제도                                                                       |

### 음반
- 2012년 노란복수초 OST - 내 맘이 널 기억해
- 2018년 숨바꼭질 OST - 널 위해 살겠다
- 2020년 거짓말의 거짓말 OST - 거짓말같인 봄

## 경력
| 연도     | 사항                                        |
| -------- | ------------------------------------------- |
| 2008. 4  | 제3기 서울메트로 홍보대사                   |
| 2008. 9  | 제6회 서울기독교영화제 홍보대사             |
| 빈칸     | 굿피플 홍보대사                             |
| 2011~    | 미스투데이 CEO                              |
| 2011. 7  | 통일부 홍보대사                             |
| 2014. 10 | 한복의 날 한복 홍보대사                     |
| 2015     | 서울종합예술실용학교 연기예술계열 교수 임용 |

## 수상 및 후보
| 연도 | 시상식                                 | 부문                               | 작품              | 결과 |
| ---- | -------------------------------------- | ---------------------------------- | ----------------- | ---- |
| 2001 | KBS 연기대상                           | 청소년 연기상                      | 학교 4            | 수상 |
| 2002 | KBS 연기대상                           | 여자 신인상                        | 러빙유            | 수상 |
| 2006 | SBS 연기대상                           | 눈물의 여왕상                      | 사랑과 야망       | 수상 |
| 2010 | SBS 연기대상                           | 연속극부문 여자 최우수연기상       | 당돌한 여자       | 후보 |
| 2011 | 제4회 코리아드라마어워즈               | 여자 조연상                        | 반짝반짝 빛나는   | 수상 |
| 2011 | MBC 드라마대상                         | 연속극부문 여자 우수연기상         | 반짝반짝 빛나는   | 수상 |
| 2014 | 제3회 에이판 스타 어워즈               | 장편드라마부문 여자 최우수연기상   | 왔다! 장보리      | 후보 |
| 2014 | MBC 연기대상                           | 대상(시청자 문자투표)              | 왔다! 장보리      | 수상 |
| 2014 | MBC 연기대상                           | 연속극부문 여자 최우수연기상       | 왔다! 장보리      | 후보 |
| 2014 | MBC 연기대상                           | 여자 인기상                        | 왔다! 장보리      | 후보 |
| 2014 | MBC 연기대상                           | 방송3사 PD가 뽑은 올해의 연기자상  | 왔다! 장보리      | 수상 |
| 2015 | 제51회 백상예술대상                    | TV부문 여자 최우수연기상           | 왔다! 장보리      | 후보 |
| 2015 | 서울종합예술학교                       | SAC 예술상                         | 빈칸              | 수상 |
| 2015 | 아시아 인플루엔셜 어워즈               | 가장 매력적인 여자 배우상          | 왔다! 장보리      | 수상 |
| 2016 | KBS 연기대상                           | 여자 최우수연기상                  | 천상의 약속       | 후보 |
| 2016 | KBS 연기대상                           | 일일극부문 여자 우수연기상         | 천상의 약속       | 수상 |
| 2017 | SBS 연예대상                           | 베스트 엔터테이너상                | 싱글와이프        | 수상 |
| 2017 | KBS 연기대상                           | 여자 최우수연기상                  | 아버지가 이상해   | 수상 |
| 2017 | KBS 연기대상                           | 베스트 커플상 (with 류수영)        | 아버지가 이상해   | 수상 |
| 2017 | KBS 연기대상                           | 네티즌상 여자부문                  | 아버지가 이상해   | 후보 |
| 2017 | KBS 연기대상                           | 장편드라마부문 여자 우수연기상     | 아버지가 이상해   | 후보 |
| 2018 | 제6회 아시아태평양 스타 어워즈         | 장편드라마부문 여자 최우수연기상   | 숨바꼭질          | 후보 |
| 2018 | 제26회 대한민국문화연예대상            | 드라마부문 대상                    | 숨바꼭질          | 수상 |
| 2018 | 제23회 소비자의 날 KCA 문화연예 시상식 | 2018 관객이 뽑은 올해의 배우       | 숨바꼭질          | 수상 |
| 2018 | MBC 연기대상                           | 대상                               | 숨바꼭질          | 후보 |
| 2018 | MBC 연기대상                           | 주말특별기획부문 여자 최우수연기상 | 숨바꼭질          | 수상 |
| 2019 | MBC 연기대상                           | 수목드라마부문 여자 최우수연기상   | 봄이 오나 봄      | 후보 |
| 2020 | KBS 연예대상                           | 리얼리티부문 여자 우수상           | 신상출시 편스토랑 | 수상 |